# برصيصا
برصيصا هو راهب من بني إسرائيل، ذُكر في كتب التراث الإسلامي ويعتقد أنه المقصود من الآيتين 16 و17 من سورة الحشر: ﴿كَمَثَلِ الشَّيْطَانِ إِذْ قَالَ لِلْإِنْسَانِ اكْفُرْ فَلَمَّا كَفَرَ قَالَ إِنِّي بَرِيءٌ مِنْكَ إِنِّي أَخَافُ اللَّهَ رَبَّ الْعَالَمِينَ ۝١٦ فَكَانَ عَاقِبَتَهُمَا أَنَّهُمَا فِي النَّارِ خَالِدَيْنِ فِيهَا وَذَلِكَ جَزَاءُ الظَّالِمِينَ ۝١٧﴾ [الحشر:16–17]. كان برصيصا أعبد أهل زمانه وأزهدهم، وظل يتعبد لله سنينًا طوال في صومعته لا يعصي الله شيئا، فزين له الشيطان الزنا بامرأة فحملت منه فعمد إليها فقتلها، ثم أغواه الشيطان فسجد للشيطان ومات على ذلك.

## قصة برصيصا في كتب التراث الإسلامي
وردت قصة برصيصا في العديد من كتب التراث الإسلامي، وفي تفسير الآيتين 16 و17 من سورة الحشر لأغلب المُفسرين، فقد أوردها ابن كثير في تفسيره من رواية ابن جرير الطبري عن ابن مسعود ثم قال: وهكذا روي عن ابن عباس، وطاووس، ومقاتل بن حيان، نحو ذلك. وقد أوردها الذهبي في كتابه سير أعلام النبلاء، في ترجمته لطاووس بن كيسان اليماني. وأيضًا أوردها المزي في تهذيب الكمال في أسماء الرجال. ورواها القرطبي في تفسيره عن ابن عباس.
روي المفسرون في هذه الأية :﴿كَمَثَلِ الشَّيْطَانِ إِذْ قَالَ لِلْإِنْسَانِ اكْفُرْ فَلَمَّا كَفَرَ قَالَ إِنِّي بَرِيءٌ مِنْكَ إِنِّي أَخَافُ اللَّهَ رَبَّ الْعَالَمِينَ ۝١٦ فَكَانَ عَاقِبَتَهُمَا أَنَّهُمَا فِي النَّارِ خَالِدَيْنِ فِيهَا وَذَلِكَ جَزَاءُ الظَّالِمِينَ ۝١٧﴾ [الحشر:16–17] أنها نزلت في شأن برصيصا الراهب:
- رُوى عن ابن عباس قال: «فضرب الله هذا مثلا للمنافقين من اليهود. وذلك أن الله تعالى أمر نبيه عليه السلام أن يجلي بني النضير من المدينة، فدس إليهم المنافقون ألا تخرجوا من دياركم، فإن قاتلوكم كنا معكم، وإن أخرجوكم كنا معكم، فحاربوا النبي صلى الله عليه وسلم فخذلهم المنافقون، وتبرءوا منهم كما تبرأ الشيطان من برصيصا العابد. فكان الرهبان بعد ذلك لا يمشون إلا بالتقية والكتمان. وطمع أهل الفسوق والفجور في الأحبار فرموهم بالبهتان والقبيح، حتى كان أمر جريج الراهب، وبرأه الله فانبسطت بعده الرهبان وظهروا للناس.»[5]
- عن عبد الله بن مسعود، في هذه الآية قال: «وكانت امرأة ترعى الغنم، وكان لها أخوة أربعة، وكانت تأوي بالليل إلى صومعة راهب، قال: فنزل الراهب ففجر بها فحملت، فأتاه الشيطان فقال له: اقتلها ثم ادفنها، فإنك رجل تصدق ويسمع قولك، فقتلها ثم دفنها. قال: فأتى الشيطان إخوتها في المنام، فقال لهم: إن الراهب صاحب الصومعة فجر بأختكم، فلما أحبلها قتلها، ثم دفنها في مكان كذا وكذا، فلما أصبحوا قال رجل منهم: والله لقد رأيت البارحة رؤيا ما أدري أقصها عليكم أم أترك؟ قالوا: لا بل قصها علينا. قال: فقصها. فقال الآخر: وأنا والله لقد رأيت ذلك. فقال الآخر: وأنا والله لقد رأيت ذلك. قالوا: فوالله ما هذا إلا لشي. فانطلقوا فاستعدوا ملكهم على ذلك الراهب، فأتوه فأنزلوه، ثم انطلقوا به فأتاه الشيطان فقال: إني أنا أوقعتك في هذا، ولن ينجيك منه غيري، فاسجد لي سجدة واحدة وأنجيك مما أوقعتك فيه. قال: فسجد له، فلما أتوا به ملكهم تبرأ منه، وأخذ فقتل.»[1]
- روى ابن جرير عن علي: «إن راهبا تعبد ستين سنة، وإن الشيطان أراده فأعياه، فعمد إلى امرأة فأجنها ولها إخوة، فقال لإخوتها: عليكم بهذا القس فيداويها، قال: فجاءوا بها إليه فداواها. وكانت عنده فبينما هو يوما عندها إذ أعجبته، فأتاها فحملت فعمد إليها فقتلها، فجاء إخوتها فقال الشيطان للراهب: أنا صاحبك إنك أعييتني، أنا صنعت هذا بك، فأطعني أنجك مما صنعت بك، اسجد لي سجدة فسجد له، قال: إني بريء منك إني أخاف الله رب العالمين، فذلك قوله: كَمَثَلِ الشَّيْطَانِ إِذْ قَالَ لِلْإِنْسَانِ اكْفُرْ فَلَمَّا كَفَرَ قَالَ إِنِّي بَرِيءٌ مِنْكَ إِنِّي أَخَافُ اللَّهَ رَبَّ الْعَالَمِينَ».[1]
- روي القرطبي في تفسيره عن ابن عباس قال:[4]

| برصيصا | كان راهبٌ في الفترة يقال له: بَرَصيصَا، قد تعبَّد في صومعته سبعين سَنة، لم يعصِ الله فيها طرْفة عين، حتى أعيَا إبليس، فجمَع إبليس مردةَ الشياطين، فقال: ألا أجِد منكم مَن يكفيني أمْرَ برصيصا؟ فقال الأبيض، وهو صاحِب الأنبياء، فقال: أنا أكفيكَه. فانطلق فتزيَّا بزيِّ الرهبان، وحلَّق وسط رأسه، حتى أتى صومعةَ برصيصا، فناداه فلم يُجبْه، وكان لا يَنفتِل من صلاته إلا في كلَّ عشرة أيام يومًا، ولا يفطر إلاَّ في كلِّ عشرة أيام، وكان يواصِل العشرة الأيَّام والعشرين والأكثر، فلمَّا رأى الأبيض أنَّه لا يجيبه، أقبلَ على العبادة في أصْل صومعته، فلمَّا انفتل برصيصا مِن صلاته، رأى الأبيض قائمًا يصلِّي في هيئة حَسَنة من هيئة الرُّهبان، فندِم حين لم يجبْه، فقال: ما حاجتُك؟ فقال: أن أكونَ معك، فأتأدَّب بأدبك، وأقتبس مِن عَملِك، ونجتمع على العبادة، فقال: إنِّي في شغل عنك، ثم أقبل على صلاته، وأقبل الأبيض أيضًا على الصلاة، فلمَّا رأى برصيصا شدَّةَ اجتهاده وعبادته، قال له: ما حاجتك؟ فقال: أن تأذنَ لي فأرتفع إليك، فأذِن له فأقام الأبيض معه حولاً لا يُفطِر إلا في كلِّ أربعين يومًا يومًا واحدًا، ولا ينفتِل من صلاته إلا في كلِّ أربعين يومًا، وربَّما مدَّ إلى الثمانين، فلما رأى برصيصا اجتهادَه تقاصرتْ إليه نفسُه، ثم قال الأبيض: عندي دعوات يَشفي الله بها السقيمَ، والمُبتلى والمجنون، فعلَّمه إيَّاها. ثم جاء إلى إبليس، فقال: قد واللهِ أهلكتُ الرجل، ثم تعرَّض لرجل فخنَقَه، ثم قال لأهله - وقد تصوَّر في صورة الآدميِّين -: إنَّ بصاحبكم جنونًا أفأطبَّه؟ قالوا: نعم، فقال: لا أقْوى على جنيِّته، ولكن اذهبوا به إلى برصيصا، فإنَّ عنده اسمَ الله الأعظم، الذي إذا سُئِل به أعطى، وإذا دُعِي به أجاب، فجاؤوه فدَعَا بتلك الدعوات، فذهَب عنه الشيطان، ثم جعَل الأبيض يفعل بالناس ذلك، ويُرشدهم إلى برصيصا، فيُعافون، فانطلق إلى جاريةٍ من بنات الملوك بيْن ثلاثة إخوة، وكان أبوهم مَلِكًا فمات واستخلَف أخاه، وكان عمُّها ملكًا في بني إسرائيل فعذَّبها وخنقَها، ثم جاء إليهم في صورة رجل متطبِّب؛ ليعالجها، فقال: إنَّ شيطانَها مارد لا يُطاق، ولكن اذْهبوا بها إلى برصيصا، فدعوها عندَه، فإذا جاء شيطانُها دعا لها فبرِئتْ، فقالوا: لا يُجيبنا إلى هذا، قال: فابْنُوا صومعةً في جانب صومعته، ثم ضعوها فيها، وقولوا: هي أمانةٌ عندك فاحتسِبْ فيها، فسألوه ذلك فأبى، فبنوا صومعةً ووضعوا فيها الجارية، فلما انفتَل مِن صلاته عاين الجاريةَ، وما بها من الجمال فأُسْقِط في يده، فجاءَها الشيطان فخنَقَها، فانفتل من صلاته، ودعَا لها فذهب عنها الشيطان، ثم أقْبل على صلاته فجاءَها الشيطان فخنَقها، وكان يكشِف عنها ويتعرَّض بها لبرصيصا، ثم جاءَه الشيطان، فقال: ويحَك! واقِعْها، فما تجد مثلَها، ثم تتوب بعد ذلك، فلم يزل به حتى واقعَها فحملتْ وظهر حملُها، فقال له الشيطان: ويحَك! قد افتضحتَ، فهل لك أن تقتُلَها، ثم تتوب فلا تفتضح، فإنْ جاؤوك وسألوك فقل: جاءَها شيطانها فذَهَب بها، فقتَلَها برصيصا، ودفنها ليلاً، فأخذ الشيطان طرفَ ثوبها حتى بقي خارجًا من التراب، ورجَع برصيصا إلى صلاته. ثم جاء الشيطانُ إلى إخوتها في المنام، فقال: إنَّ برصيصا فعَل بأختكم كذا وكذا، وقتَلَها ودفنَها في جبل كذا وكذا، فاستعْظَموا ذلك، وقالوا لبرصيصا: ما فعلتْ أُختنا؟ فقال: ذهب بها شيطانُها، فصدَّقوه وانصرفوا. ثم جاءَهم الشيطان في المنام، وقال: إنها مدفونةٌ في موضع كذا وكذا، وإنَّ طَرْف ردائها خارجٌ من التراب، فانطلقوا فوجدوها، فهَدَّموا صومعته وأنزلوه وخنَقوه، وحملوه إلى الملِك فأقرَّ على نفسه فأمر بقتْلِه، فلما صُلِب قال الشيطان: أتَعرِفني؟ قال: لا والله، قال: أنا صاحبُك الذي علمتُك الدعوات، أما اتقيتَ الله، أما استحيت وأنت أعبدُ بني إسرائيل؟! ثم لم يَكفِك صنيعك حتى فضحتَ نفسك، وأقررتَ عليها، وفضحتَ أشباهك من الناس، فإنْ متَّ على هذه الحالة لم يفلحْ أحد من نظرائك بعدَك، فقال: كيف أصنع؟ قال: تُطيعني في خصلة واحدة وأنْجيك منهم، وآخذ بأعينهم، قال: وما ذاك؟ قال تسجُدُ لي سجدةً واحدة، فقال: أنا أفعل، فسجَد له من دون الله، فقال: يا برصيصا، هذا أردتُ منك، كان عاقبة أمرك أن كفرتَ بربِّك، إني برئ منك، إني أخاف الله ربَّ العالمين! | برصيصا |